# Ламеция Терме
Ламѐция Тѐрме (на италиански: Lamezia Terme) е град и община в Южна Италия, провинция Катандзаро, регион Калабрия. Разположен е на 162 m надморска височина. Населението на града е 70 261 души (към 31 декември 2012).